# Dietrich Unkrodt

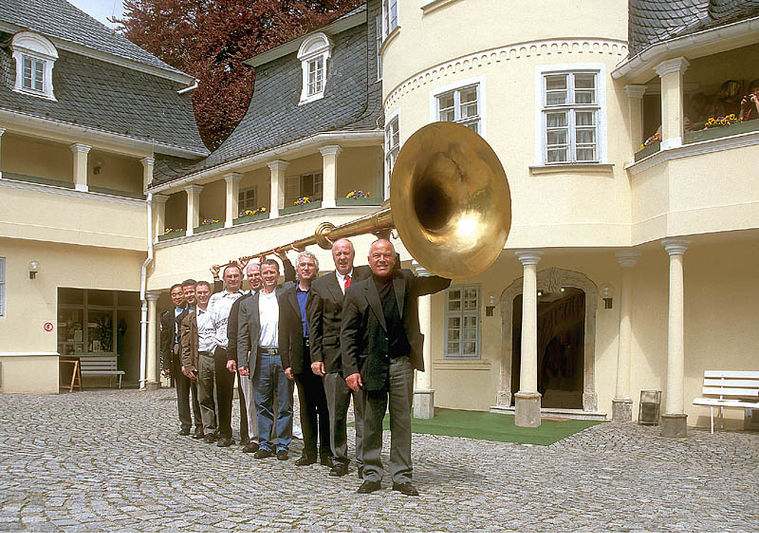
Dietrich Unkrodt als Jurymitglied 2004 (1. von rechts)

Dietrich Unkrodt (* 25. August 1934 in Neustadt in Oberschlesien; † 26. Juni 2006 in Cottbus) war ein deutscher Tubist und Kontrabassist. Er war von 1955 bis 1960 am Meininger Theater beschäftigt und wechselte 1960 zur Komischen Oper Berlin, der er bis 2000 angehörte.

## Leben
Unkrodt war einer der Pioniere der Tuba-Solomusik in Deutschland. Joachim Gruner komponierte für ihn ein Konzert für Tuba und Orchester, das er 1978 mit dem Orchester der Komischen Oper Berlin unter der Leitung von Joachim Willert uraufführte.
Mit weiteren Solowerken trat er als Solist im In- und Ausland sowie bei Rundfunkproduktionen auf.

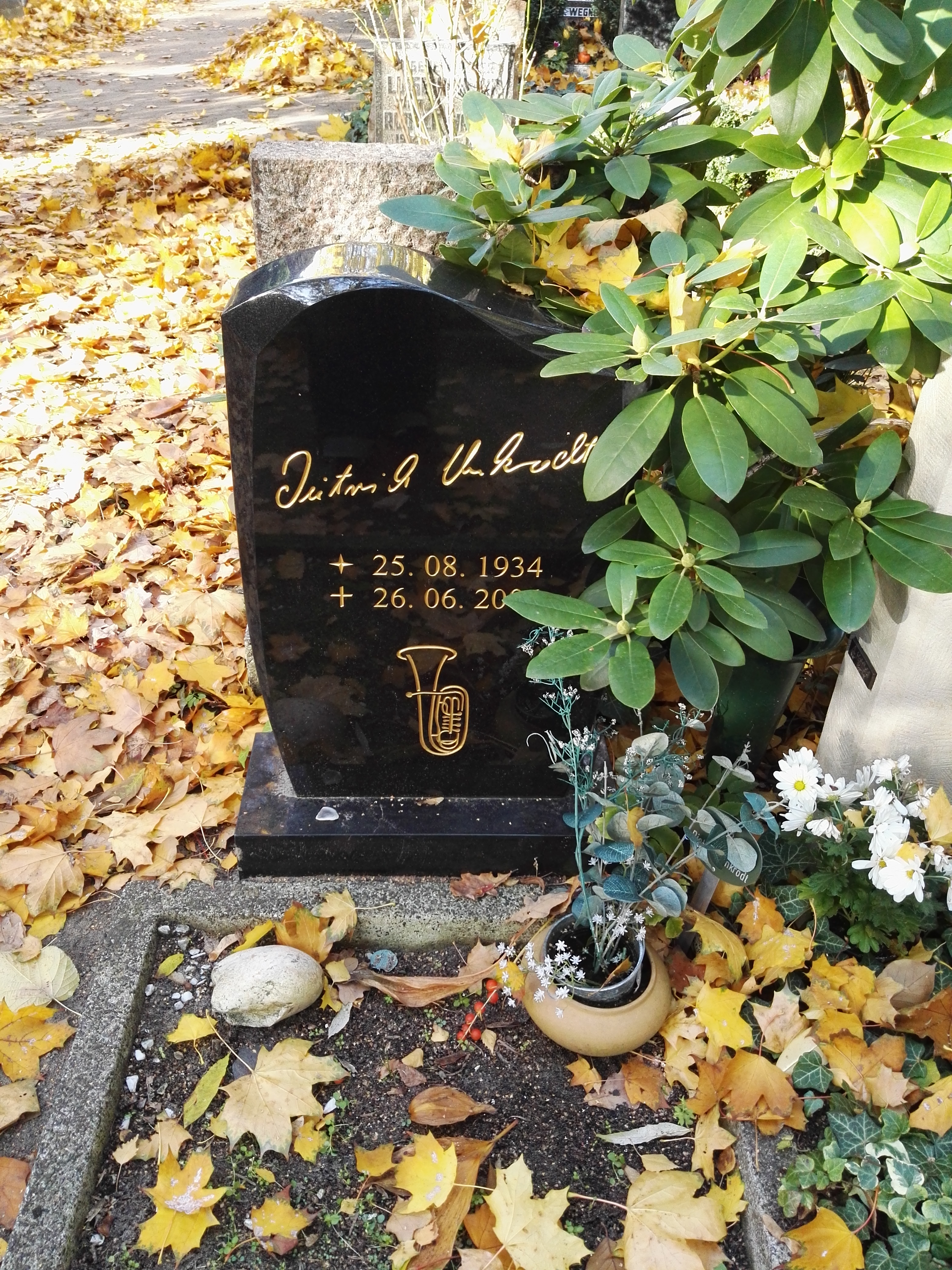
Grabstätte

Gemeinsam mit dem Pianisten und Komponisten Hannes Zerbe widmete er sich seit 1980 im Duo Zerbe-Unkrodt dem Free Jazz. Außerdem war er Mitglied der Hannes Zerbe Blechband.
Unkrodt unterrichtete seit 1978 als Professor an der Hochschule für Musik Hanns Eisler Berlin, seit 2003 auch an der Universität der Künste, Berlin. Er war Juror bei verschiedenen nationalen und internationalen Wettbewerben.
Er ist auf dem Friedhof der Dorotheenstädtischen und Friedrichswerderschen Gemeinden in Berlin-Mitte bestattet.